# Citroën C3 (2016)
La Citroën C3 III è la terza generazione della Citroën C3, un'autovettura di segmento B della casa automobilistica francese Citroën, prodotta a partire dal 2016.

## Profilo e contesto

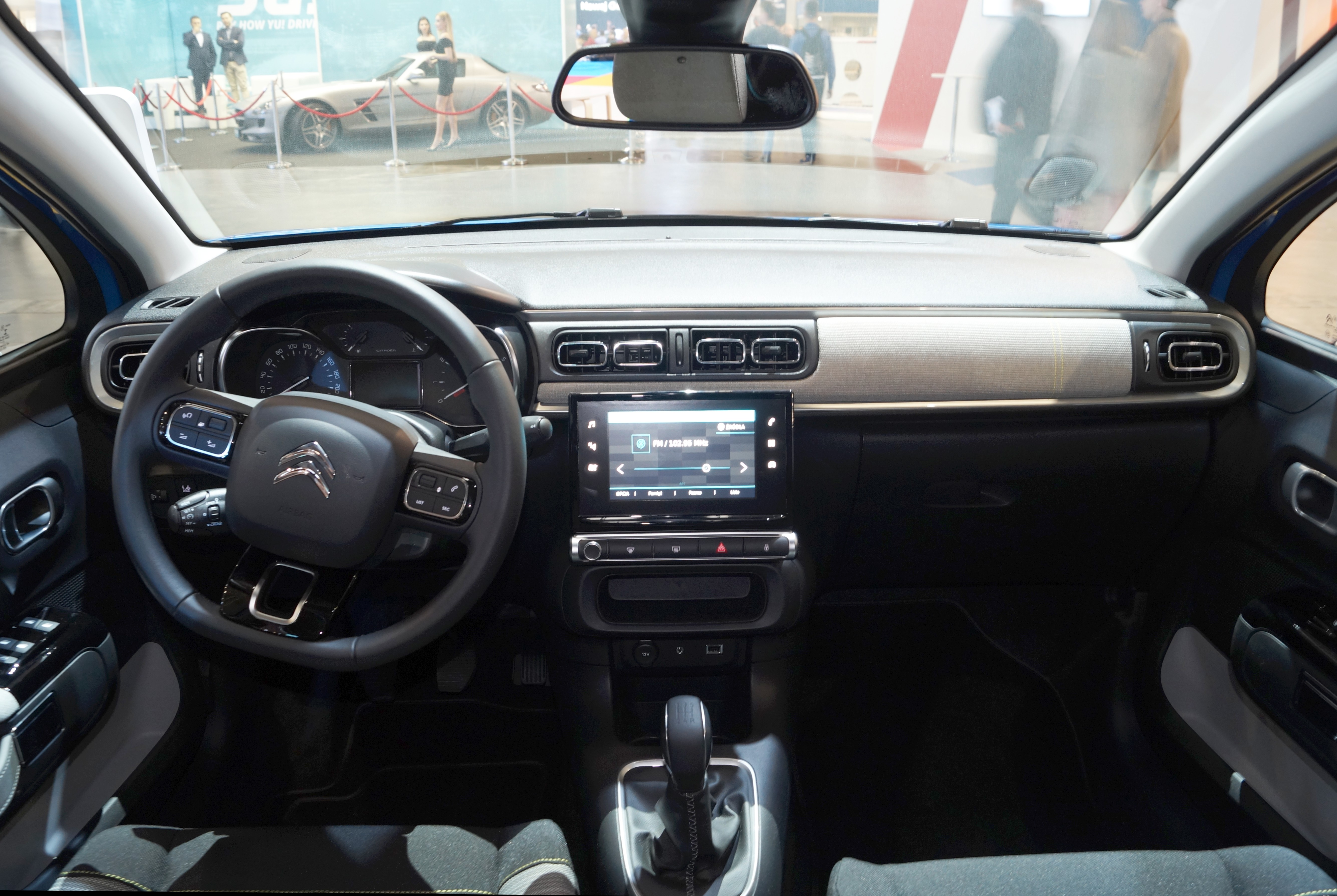
Interni di una C3

Le foto ufficiali della nuova C3 sono state svelate il 29 giugno 2016. La presentazione al pubblico è avvenuta il 1º ottobre al Salone di Parigi e la commercializzazione è iniziata dal mese di novembre dello stesso anno.
Il telaio della C3 riprende la base tecnica della 208, costruita sulla piattaforma PF1: è la struttura a trazione anteriore con motore disposto in posizione trasversale con carreggiate più larghe e il passo allungato a 2,540 metri. Le sospensioni anteriori utilizzano la geometria MacPherson con ruote indipendenti e barra stabilizzatrice mentre il retrotreno adotta le ruote interconnesse a ponte torcente e barra stabilizzatrice. Gli ammortizzatori sono a gas. L'impianto frenante sfrutta dei dischi auto ventilati all'avantreno e dei tamburi al retrotreno per la versione base mentre per tutte le altre versioni sono di serie dei dischi pieni. Questa terza generazione della C3 è disponibile solo in configurazione a 5 porte. I posti sono 5, con il bagagliaio con tutti i sedili in uso dalla capacità di 300 litri.
Esteticamente presenta un frontale che richiama quello della C4 Picasso, molto massiccio con lo sviluppo su tre livelli delle luci, con le luci di posizione/diurne e le frecce in alto, abbaglianti e anabbaglianti al centro e fendinebbia in basso. La linea del padiglione richiama le precedenti C3 con un andamento curvilinee ma meno accentuato rispetto alle antenate. La vista laterale è caratterizzata da richiami ai Crossover SUV con un'estetica prominente e dotata di una sottile fascia in plastica grezza che percorre tutta la parte bassa della carrozzeria.

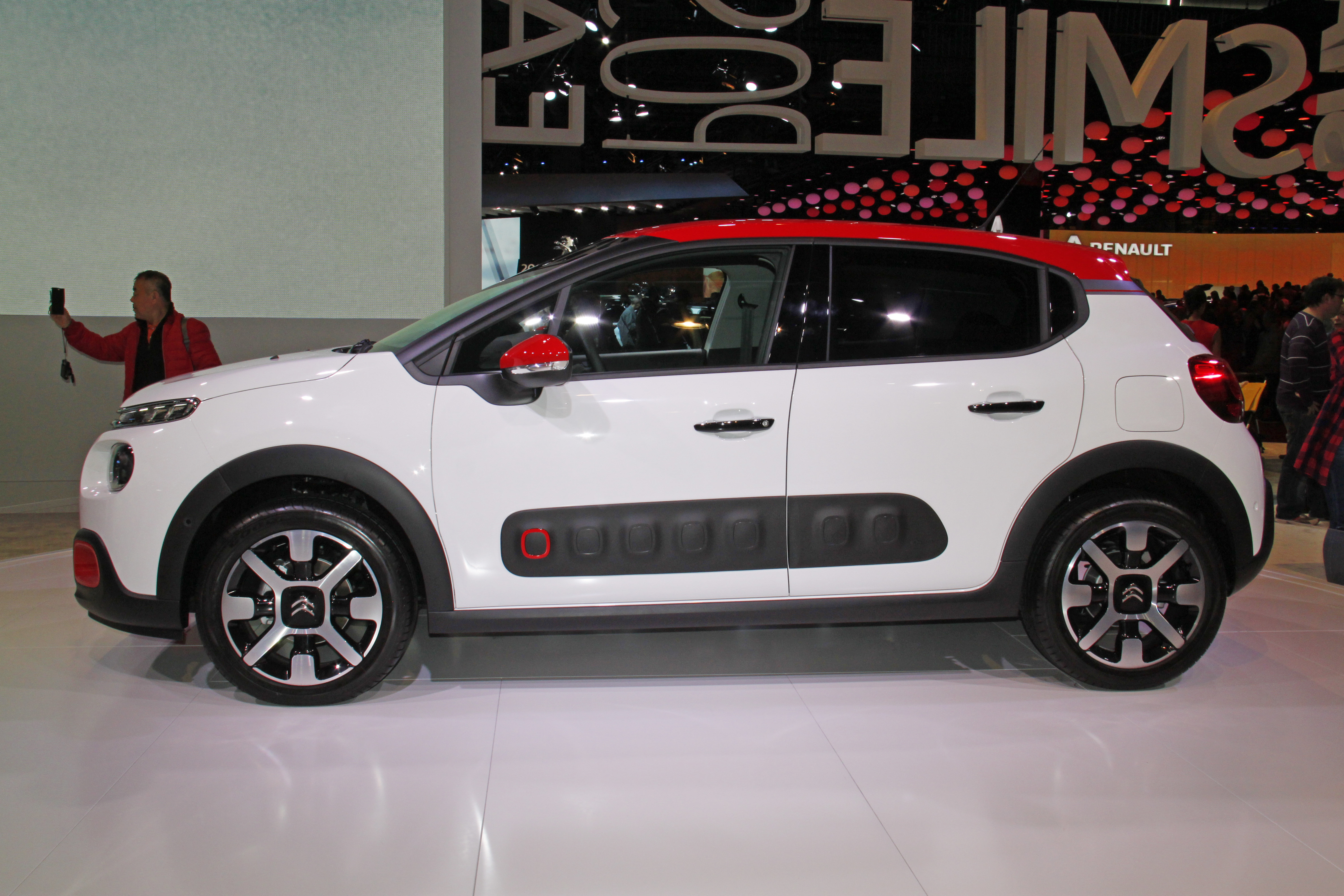
Vista laterale di una C3; notare gli Airbump neri presenti nella parte inferiore delle portiere e a contrasto

La C3 è dotata delle cosiddette modanature laterali chiamati Airbump introdotti per la prima volta sulla Citroën C4 Cactus, che sono utilizzati per proteggere la carrozzeria dai piccoli urti. Essi possono essere richiesti come optional e sono di serie nella versione di punta Shine oppure possono essere rimossi.
Viene offerta con una scelta di nove colori esterni con una combinazioni di tre colori a contrasto sul tetto, sulle calotte degli specchietti retrovisori, gli alloggi dei fendinebbia e i retrovisori laterali e nella zona degli Airbump.
Gli interni sono caratterizzati da uno stile mutuato da quello della C4 Cactus, con un display centrale tattile che gestisce i servizi di bordo come climatizzatore, radio e navigatore. Inoltre vi è dietro lo specchietto retrovisore interno l'optional della ConnectedCAM, una dash cam che riproduce video e foto che possono essere visionate sul proprio telefonino; essa in caso di incidente riprende i 30 secondi precedente e antecedenti un impatto, una rapida decelerazione o urto.
A partire dal 2024 la vettura è stata sostituita dalla nuova generazione del modello.

### Motorizzazioni
I motori disponibili sono:
- 1.2 PureTech da 68 CV disponibile dal debutto. Sostituisce il 1.0 PureTech 68 montato sulla Citroën C3 II fino ad agosto il 2016.
- 1.2 PureTech da 82 CV montato sulla Citroën C3 II è disponibile dal debutto.
- 1.2 PureTech da 110 CV montato sulla Citroën C3 II è disponibile dal debutto.
- 1.2 PureTech da 110 CV EAT6 sostituisce il BVA4 1.6 VTi 120 montato sulla Citroën C3 II fino al marzo 2015.
- 1.6 BlueHDi da 75 CV montato sulla Citroën C3 II, è disponibile dal debutto.
- 1.6 BlueHDi da 100 CV montato sulla Citroën C3 II è disponibile dal debutto.

### Restyling 2020

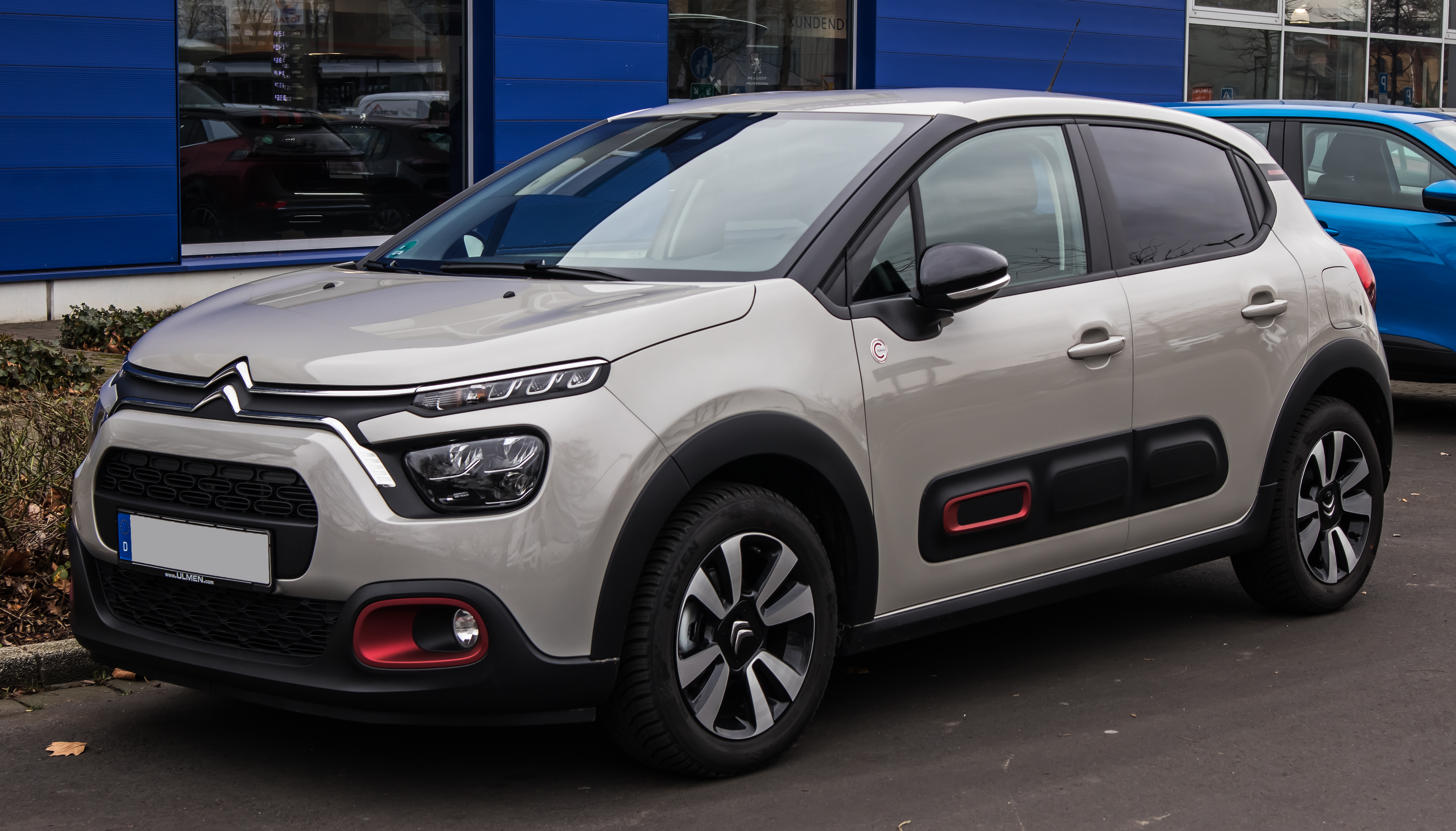
Citroën C3 restyling

Nel febbraio 2020 è stato presentato il restyling della vettura a opera del designer Sylvain Henry, che introduce un paraurti anteriore rivisto con una presa d'aria ridisegnata e calandra con doppio baffo la cui estremità inferiore è discendente, che si ispira alla concept car Citroën CXperience. I fari, di conseguenza, sono stati ridisegnati e includono luci di posizione a LED per tutte le versioni. Vengono introdotte anche nuove cornici per i fendinebbia e gli Airbump laterali. Internamente vengono montati nuovi sedili e nuove rifiniture per la plancia. Tra i dispositivi di sicurezza vengono aggiunti il riconoscimento dei segnali stradali, il mantenimento di corsia, l'avviso del sopraggiungimento di un veicoli nell'angolo cieco e la frenata automatica d'emergenza con il riconoscimento di pedoni e ciclisti. La gamma motori resta inalterata, fatta eccezione per i motori diesel, sostituiti entrambi dal nuovo 1.5 BlueHDi da 102 CV.

## Attività sportiva

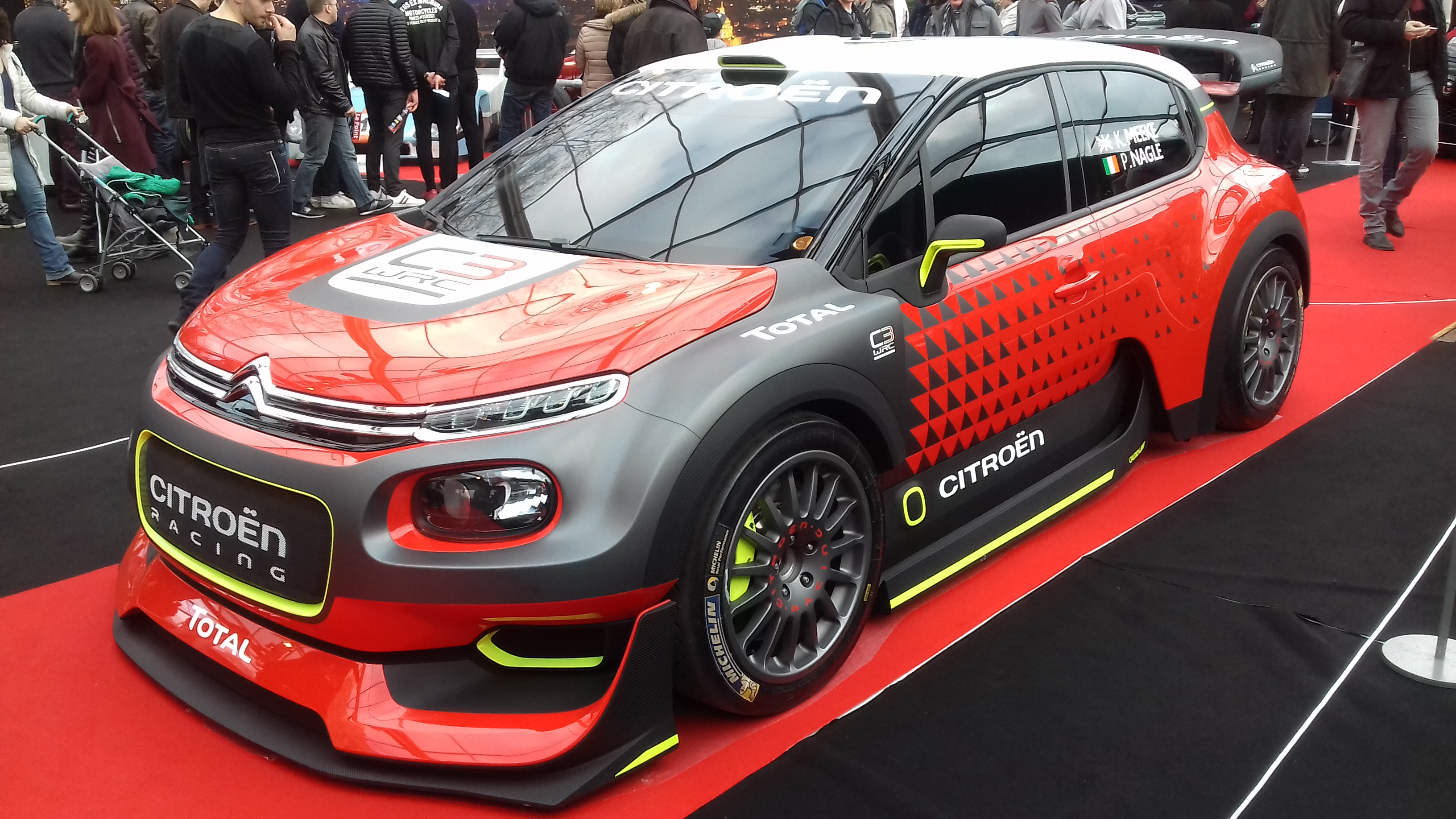
Citroën C3 WRC del 2017

### Citroën C3 WRC
Presentata al Salone parigino insieme all'omonima vettura di serie nel 2016, essa rappresenta il ritorno in forma ufficiale dopo un anno sabbatico della scuderia Citroen Racing nella stagione 2017 del mondiale rally. Erede della Citroën DS3 WRC, monta un motore 1,6 litri turbo da circa 380 CV e un'aerodinamica più elaborata dell'antenata conseguente dei nuovi regolamenti in vigore. La vettura è stata impiegata fino al 2019, anni in cui la squadra ufficiale Citroen ha annunciato il ritiro dalla competizione.

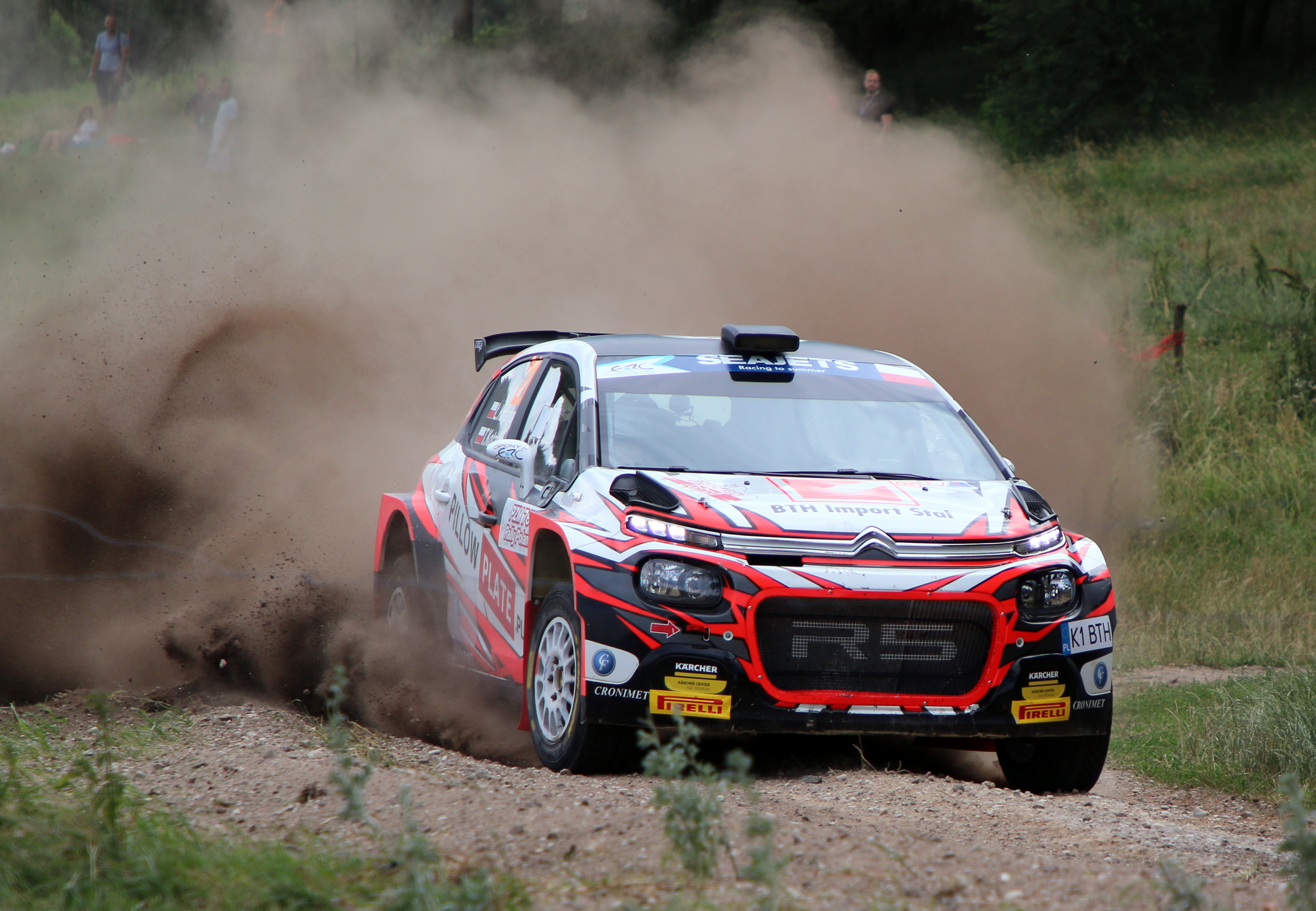
Citroën C3 R5 del 2019

### Citroën C3 R5
La C3 R5 ha esordito nel 2018, come erede della Citroën DS3 R5, nella categoria R5, venendo impiegata sia nel mondiale rally nella classe WRC-2 di cui è risultata vincitrice nel 2020 sia in svariati campionati nazionali, tra cui quello italiano e europeo trionfando in entrambi nel 2020.
La vettura riprende molti elementi di base della versione WRC, ma con un'aerodinamica meno spinta e un motore depotenziato a circa 280 CV.

## Riepilogo caratteristiche
| Modello                         | Anno di produzione | Cilindrata (cm³)   | Frazionamento                  | Potenza CV (kW)/rpm | Coppia N·m/rpm     | Trasmissione            | Massa (kg)         | Accelerazione (s)  | Velocità massima (km/h) | Consumo (l/100 km) | Emissioni (g/km)   |
| Versioni a benzina              | Versioni a benzina | Versioni a benzina | Versioni a benzina             | Versioni a benzina  | Versioni a benzina | Versioni a benzina      | Versioni a benzina | Versioni a benzina | Versioni a benzina      | Versioni a benzina | Versioni a benzina |
| ------------------------------- | ------------------ | ------------------ | ------------------------------ | ------------------- | ------------------ | ----------------------- | ------------------ | ------------------ | ----------------------- | ------------------ | ------------------ |
| 1.2 PureTech 68 MT5             | 2016               | 1199               | 3 cilindri in linea 12 valvole | 68 (50)/5750        | 106/2750           | Manuale a 5 rapporti    | 1051               | 14,2               | 165                     | 4,7                | 109                |
| 1.2 PureTech 82 MT5             | dal 2016           | 1199               | 3 cilindri in linea 12 valvole | 82 (60)/5750        | 118/2750           | Manuale a 5 rapporti    | 1055               | 13                 | 168                     | 4,7                | 109                |
| 1.2 PureTech Turbo 110 MT5 S&S  | 2016-2018          | 1199               | 3 cilindri in linea 12 valvole | 110 (81)/5750       | 205/1500           | Manuale a 5 rapporti    | 1125               | 9,3                | 188                     | 4,6                | 106                |
| 1.2 PureTech Turbo 110 MT6 S&S  | dal 2018           | 1199               | 3 cilindri in linea 12 valvole | 110 (81)/5750       | 205/1500           | Manuale a 6 rapporti    | 1165               | 9,4                | 197                     | 5,8                | 123                |
| 1.2 PureTech Turbo 110 EAT6 S&S | dal 2016           | 1199               | 3 cilindri in linea 12 valvole | 110 (81)/5750       | 205/1500           | Automatico a 6 rapporti | 1165               | 9,8                | 193                     | 6,2                | 134                |
| Versioni a gasolio              |                    |                    |                                |                     |                    |                         |                    |                    |                         |                    |                    |
| 1.6 BlueHDi 75 S&S MT5          | 2016-2018          | 1560               | 4 cilindri in linea 16 valvole | 75 (55)/3500        | 233/1750           | Manuale a 5 rapporti    | 1165               | 13,7               | 171                     | 3,5                | 93                 |
| 1.6 BlueHDi 100 S&S MT5         | 2016-2018          | 1560               | 4 cilindri in linea 16 valvole | 100 (73)/3500       | 254/1750           | Manuale a 5 rapporti    | 1165               | 10,6               | 185                     | 3,7                | 93                 |
| 1.5 BlueHDi 100 S&S MT6         | dal 2018           | 1499               | 4 cilindri in linea 16 valvole | 102 (75)/3500       | 250/1750           | Manuale a 6 rapporti    | 1165               | 10                 | 188                     | 3,8                | 95                 |